# Juan Ángel Pirker
Juan Ángel Pirker (Buenos Aires, 24 de julio de 1934 - Buenos Aires, 13 de febrero de 1989) fue Jefe de la Policía Federal Argentina. Ejerció el cargo entre el 16 de julio de 1986 y el 13 de febrero de 1989, falleciendo en ejercicio de sus funciones. Su conducción supuso un acercamiento de la institución a la ciudadanía en el período del renacimiento de la democracia en el país luego de la Dictadura Militar (1976-1983). En ese contexto de revalorización de derechos humanos y cívicos bajo la presidencia del Dr. Raul Alfonsín, Pirker guio a la Policía Federal Argentina hacia una mayor profesionalización y respeto de los valores ciudadanos, para volcarla de lleno a la prevención e investigación del delito. Su gestión es aún recordada por sus esfuerzos para integrar a la institución a la vida democrática del país. Desde el año 2011, la Escuela de Cadetes de la Policía  lleva su nombre.

## Biografía
Fue hijo único del matrimonio de inmigrantes integrado por el austríaco Juan Ludovico Pirker y la española Dorinda Purificación Ramilo. Nació en la ciudad de Buenos Aires el 24 de julio de 1934. Siempre afincado en la zona oeste de la ciudad, fue vecino de los barrios de Flores y Mataderos. Varios autores describen su fanatismo por el club de fútbol Boca Jrs y su empedernida soltería.
A principios de 1953 y con 19 años de edad ingresa a la Escuela de Cadetes de la Policía Federal Argentina, que entonces funcionaba en el predio de la calle Rosario y José M. Moreno de la Ciudad de Buenos Aires, solar hoy ocupado por el Instituto Universitario de esa institución. Egresó a finales de 1954 como número 4 de su promoción. Los primeros años de su carrera los transitó por las Comisarías 14.ª y 1ª, pasando luego a distintas oficinas de contralor del área de seguridad metropolitana. A principios de la década del 80 y ya como oficial superior recaló en la Superintendencia de Personal. En diciembre de 1985 fue promovido a Comisario General y nombrado jefe de dicha área.
A raíz de una serie de resonantes secuestros extorsivos de empresarios que no encontraban solución y en los que se sospechaba la participación de bandas recicladas que antiguamente operaran durante la dictadura militar (la llamada por entonces “mano de obra desocupada”), se produjo la renuncia del Ministro del Interior, Dr. Antonio Tróccoli y del hasta entonces Jefe de la Policía Federal Argentina, Comisario General Antonio Di Vietri. El nuevo ministro, Enrique Nosiglia nombró en su reemplazo a Pirker, hasta ese momento Superintendente de Personal. Completaba el comando institucional como Subjefe el Comisario General Norberto Brotto.
Tal como se mencionara, uno de los mayores logros de su gestión fue reinsertar a la P.F.A. en la sociedad y reinstalar en ésta su confianza. Una de las medidas que tomó para lograrlo, fue una franca apertura hacia el periodismo, concediendo notas y entrevistas en cada oportunidad que se le solicitara. Esa actitud le dio gran visibilidad pública tanto a su figura como a su discurso reformista.
Uno de los éxitos más resonantes de su jefatura tuvo lugar en 1987 cuando logró desarticular la llamada “banda de los policías”, responsable de los secuestros y asesinatos de los empresarios Osvaldo Sivak, Eduardo Oxenford y Benjamín Neuman.
Aunque por aquellos años la Policía Federal Argentina cumplía funciones de policía de seguridad de la Ciudad de Buenos Aires (rol hoy asumido por la Policía de la Ciudad), bajo la jefatura de Pirker se comenzó a tener una visión estratégica sobre la importancia del despliegue federal de la institución; ampliándose los servicios prestados en el interior del país. Así, se crearon o elevaron de nivel las Delegaciones en las ciudades de San Pedro, Venado Tuerto, San Rafael, Villa María, Villa Mercedes, San Pedro Jujuy, Tandil, Olavaria, Roque Saenz Peña y Concepción del Uruguay. Se crearon también los cuarteles de bomberos de las bases Comandante Espora (Provincia de Buenos Aires) y Almirante Zar (Provincia de Chubut). En el mismo sentido puede leerse la apertura de los Gabinetes Científicos en las ciudades de Tucumán, Bahía Blanca, Resistencia, Mendoza, Neuquén y Comodoro Rivadavia.
El día 13 de febrero de 1989 el Comisario General Juan Ángel Pirker falleció de manera repentina en su despacho del Departamento Central de Policía. El suceso originó expresiones de dolor y de reconocimiento a su tarea desde los más variados ámbitos políticos y sociales. El propio Presidente de la Nación se hizo presente en su velatorio, que tuvo lugar en la sede central de la institución. Al día siguiente, y según se puede leer en crónicas de la época, centenares de ciudadanos acompañaron el cortejo fúnebre hasta el Cementerio de la Chacarita.

## Homenajes
Anualmente, al producirse un nuevo aniversario de su fallecimiento, la Policía Federal Argentina rinde honores a uno de los jefes más reconocidos en su larga historia. En el año 2001, la Legislatura de la Ciudad de Buenos Aires sancionó la Ley 580, a través de la cual impuso su nombre a los canteros centrales de la Avenida Carabobo entre las calles Zuviría y Saraza, en el barrio de Flores. Además, por medio de la Resolución Ministerial 167/2011, la academia donde se forman sus futuros oficiales, lleva el nombre de “Comisario General Juan Ángel Pirker”.